# عنداك أ ميلود
عنداك أ ميلود هي سلسلة فكاهية مغربية من إخراج عبد الرحيم سلفوني سنة 2003، وبطولة عبد الخالق فهيد وعبد القادر مطاع ونور الدين بكر وآخرون.

## القصة
تدور قصة هذه السلسلة الفكاهية حول شخصية ميلود التي يجسدها الفنان الكوميدي عبد الخالق فهيد، ذلك الرجل البدوي الذي كان يعمل في ضيعة فلاحية لكن بعد وفاة صاحب هذه الضيعة يأتي المحامي الأستاذ المعطي عبد القادر مطاع ليخبره أن الهالك صاحب الضيعة هو أب ميلود الحقيقي وان لديه حق في ميرات تركه والده الا وهو تلك الضيعة وعمارة سكنية بمدينة الدار البيضاء وكما أيضا يخبر المحامي ميلود ان لديه 3 اخوة الهاشمي الاخ الأكبر والذي يعيش خارج الوطن و سعيد و فوزية وهما يعيشان باحى شقق عمارة والدهم الا ان هؤلاء الاخوة لا يعرفون ان ميلود هو أخوهم الحقيقي لذلك يضطر ميلود إلى العمل كحارس بعمارة والده كي يحتك مع اخوته ومع عالم المدينة وذلك تحت اشراف وتخطيط الاستاذ المعطي المحامي الذي يوصيه دائما بعدم سرد تفاصيل حياته وعدم ذكره لاسمه العائلي لسكان العمارة وخصوصا اخويه سعيد و فوزية إلى حين عودة الاخ الأكبر الهاشمي من الخارج وتقسيم الإرث بطريقة عادلة لكن حماقة وقلة حيلة ميلود وكثرة مشاكله داخل العمارة يجعله دائما في مواقف محرجة وأول ضحايا هذه المشاكل يكون دائما المحامي المعطي إلى جانب باقي سكان العمارة.

## طاقم التمثيل
- عبد الخالق فهيد: ميلود و الهاشمي

- عبد القادر مطاع: الأستاذ المعطي المحامي

- نور الدين بكر: رجل عون السلطة العمومية

- عبد الكبير حزيران: سعيد
- جميلة شارق: فوزية

- نعيمة بوحمالة: الحاجة

- إبراهيم خاي: الجار البورجوازي

- الجيلالي بوسكة: ابن الحاجة

## روابط خارجية
- «عندك أميلود» و«قناة الحريرة الدولية» سلسلتان فكاهيتان تبثهما القناة الثانية المغربية خلال شهر رمضان